# Acalypha chamaedrifolia
Acalypha chamaedrifolia é uma espécie de flor do gênero Acalypha, pertencente à família Euphorbiaceae.